# Club de 1789 (Revolución francesa)
El Club de 1789, de nombre completo Club Patriótico de 1789 o Sociedad Patriótica de 1789 (del francés: Club de 1789, Société patriotique de 1789), fue un club político de la Revolución francesa. Constituido en 1790 a partir de los elementos más moderados del Club de los Jacobinos, apoyaba la monarquía constitucional y defendía las posturas del gabinete del Rey.

## Características
Fue inaugurado oficialmente el 13 de mayo de 1790 con un pomposo banquete en el Palais-Royal de París. Entre sus miembros, este grupo contaba a Jean Sylvain Bailly, La Fayette, Louis Alexandre de La Rochefoucauld, Isaac Le Chapelier, Honoré Gabriel Riqueti (conde de Mirabeau), Emmanuel Joseph Sieyès, Charles-Maurice de Talleyrand-Périgord, y Nicolas de Condorcet. Diseñado desde marzo de 1790 por Sieyès, era un partido elitista conformado por destacados diputados de la Asamblea Constituyente, nobles liberales, banqueros, hombres de letras y miembros de la alta burguesía.}} En 1790, año de su creación, contabilizaba aproximadamente 400 miembros. Según Condorcet, los objetivos iniciales de la Sociedad eran más filosóficos que políticos, y se asemejaban más a una «compañía ilustrada de amigos de la humanidad» dedicados a explorar las «verdades sociales».
El Club pronto se transformó en un auténtico partido político, con registros de afiliados, pago de cuotas, cenas de gala de pago en la calle Saint-Honoré de París, un proyecto de periódicos y diversos comités. La creación de un comité de correspondencia demostró su intención de establecer una red de sociedades afiliadas en provincias, para competir con las de los jacobinos. Siguieron sentándose en la parte de la izquierda de la sala donde se reunía la Asamblea Constituyente, pero se describían a sí mismo como el partido de la moderación, que rechazaba la violencia, defendía la propiedad, y buscaba la estabilidad del nuevo régimen y el fin de la Revolución. Procuraban obrar en estrecha relación con el rey Luis XVI, que había aceptado la monarquía constitucional, y se alinearon con las posturas de los ministros de la Corte –en particular con el ministro de Asuntos Exteriores Montmorin— y con el poderoso Comité Constitucional, lo que les valió el apodo de «Constitucionales». Se distanciaron tanto de la izquierda parlamentaria como de los monárquicos extremistas de la derecha. Sus diputados se diferenciaban del partido monárquico de Pierre-Victor Malouet en que se oponían fuertemente a la Iglesia y estaban dispuestos a reformar radicalmente la estructura eclesiástica.
El periodista Elisée Loustalot afirmaba que atraían a diputados no residentes en París eximiéndoles de abonar la cuota, denunciaba los gastos suntuosos de sus reuniones en tiempos de miseria, y les acusaba de ser corruptos y aceptar sobornos y prebendas de los ministros del Rey, acusación que compartían Camille Desmoulins y Jean-Paul Marat. Por su apoyo al gabinete del Rey, sus oponentes les llamaban «ministeriales».
El auge del Club de 1789 coincidió además con una ofensiva de la monarquía para ganarse la Asamblea Constituyente. Un año después del inicio de la Revolución, una vez alejadas las amenazas de contrarrevolución y con el apoyo del Rey a la elaboración de la Constitución, la mayoría de los diputados parecían dispuestos a incorporarse a las filas de la Sociedad.

## Actividad política y disolución
Dos importantes debates en la Asamblea en mayo de 1790 consumieron su ruptura con los jacobinos y marcaron su giro político: la reorganización del sistema judicial y el derecho a declarar la guerra y a negociar la paz. Ambos supusieron un claro éxito parlamentario del Club de 1789. Alineándose con el partido de los Capuchinos (partido del clero y de la nobleza), defendieron el derecho del Rey a aprobar la elección de los magistrados, frente a los jacobinos que insistían en que fueran elegidos por los electores. Sobre la cuestión de la paz y la guerra, los Jacobinos defendían un control del Parlamento que dejara ciertas iniciativas al Rey para negociar tratados de paz, mientras que el Club de 1789 proponía que ambas instituciones compartieran autoridad en la materia. Llegado el momento de debatir la constitución civil del clero en junio de 1790, tanto los Jacobinos como el Club de 1789 mostraron poca simpatía hacia el clero, en parte por su postura ideológica heredada de los largos conflictos entre la Iglesia y los filósofos, y en parte por las campañas del clero que sistemáticamente minaban casi todas las reformas que los patriotas intentaban instaurar.
Tras la aprobación de la Constitución civil del clero en julio de 1790, un importante número de diputados de la nobleza abandonaron la Asamblea para unirse a los ejércitos que los emigrantes organizaban en el extranjero para derribar la Revolución, y la poderosa fuerza política que representaba la coalición parlamentaria entre los moderados y la extrema derecha dejó de existir. A finales de 1790 los miembros del Club de 1789, desgastados por las rivalidades internas, se encontraron cada vez más aislados en su intento de conformar una postura centrista y se dieron cuenta de que se les percibía cada vez más como una derecha de facto. A principios de 1791 se les consideraba ya como «reaccionarios», lo que llevó a numerosas defecciones: algunos volvieron al Club de los Jacobinos (entre ellos Le Chapelier, Brissot y Mirabeau), otros sirvieron para crear el llamado Club de los Feuillantes (16 de julio de 1791).